# Mercury Topaz
Der Mercury Topaz ist das weitgehend baugleiche Schwestermodell der Ford-Marke Mercury zum Ford Tempo, welcher diesem in seiner Entwicklung eng folgte und ebenfalls im Mai 1983 eingeführt wurde. Der frontgetriebene Topaz ersetzte den Mercury Zephyr. Die Ausstattungsvarianten hießen GS und LS.
1988 erhielt der Tempo ein Facelift. Zudem besaß der Topaz eine eigene Dachlinie, die sich von der des Tempo unterschied und in ihrer Form an den zeitgenössischen Lincoln Continental erinnerte. Ab diesem Zeitpunkt ergänzten zwei sportlich aufgemachte Modelle, das Coupé XR5 und die Limousine LTS, das Modellprogramm.
1992 wurde das Topaz XR5 Coupé durch eine gleichnamige Limousine ersetzt, die wie der LTS über den neuen Dreiliter-V6 verfügte.
Vom Topaz entstanden bis Frühjahr 1994 insgesamt rund 950.000 Stück. Abgelöst wurde er durch den Mercury Mystique.

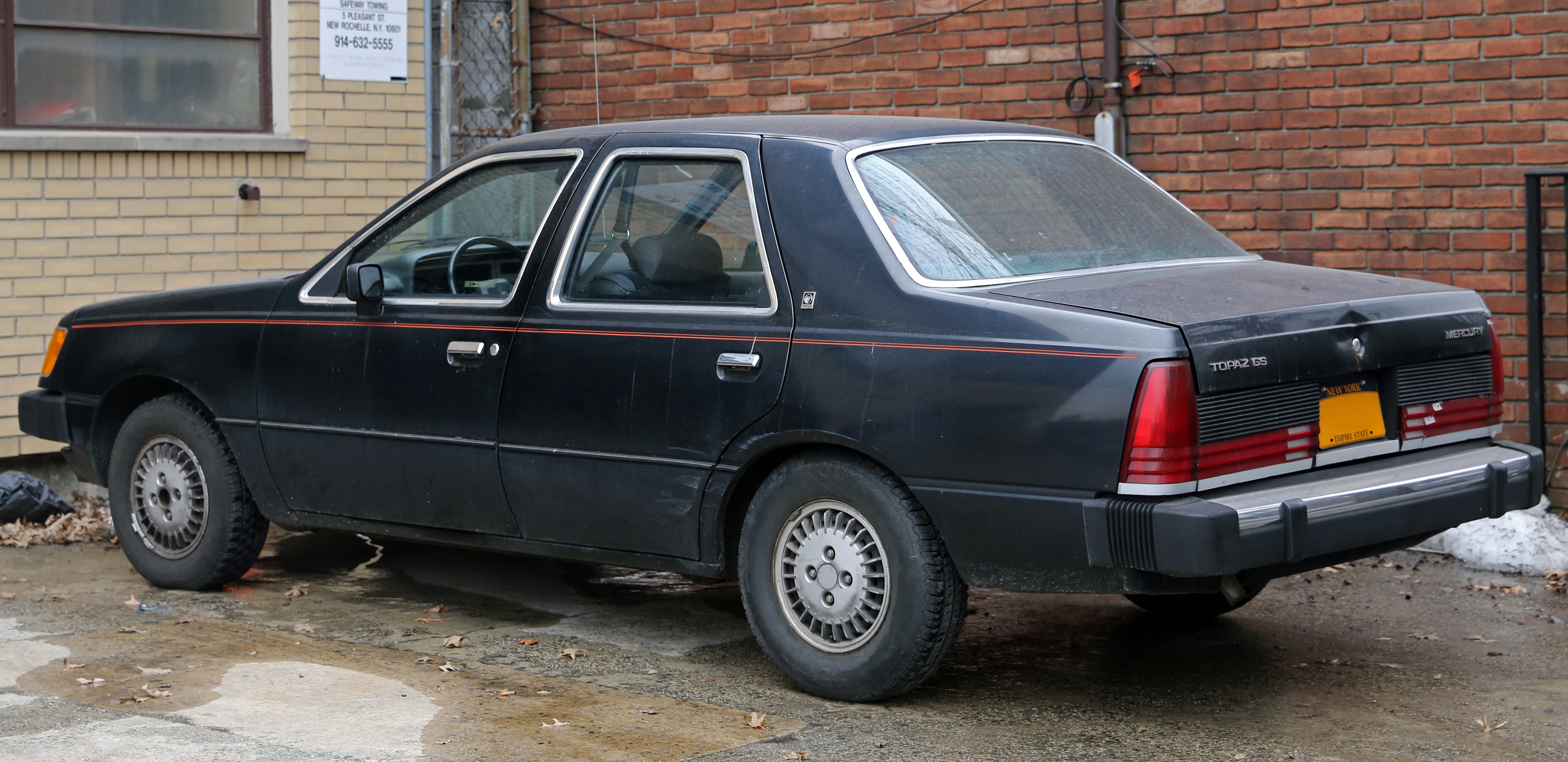
Heckansicht
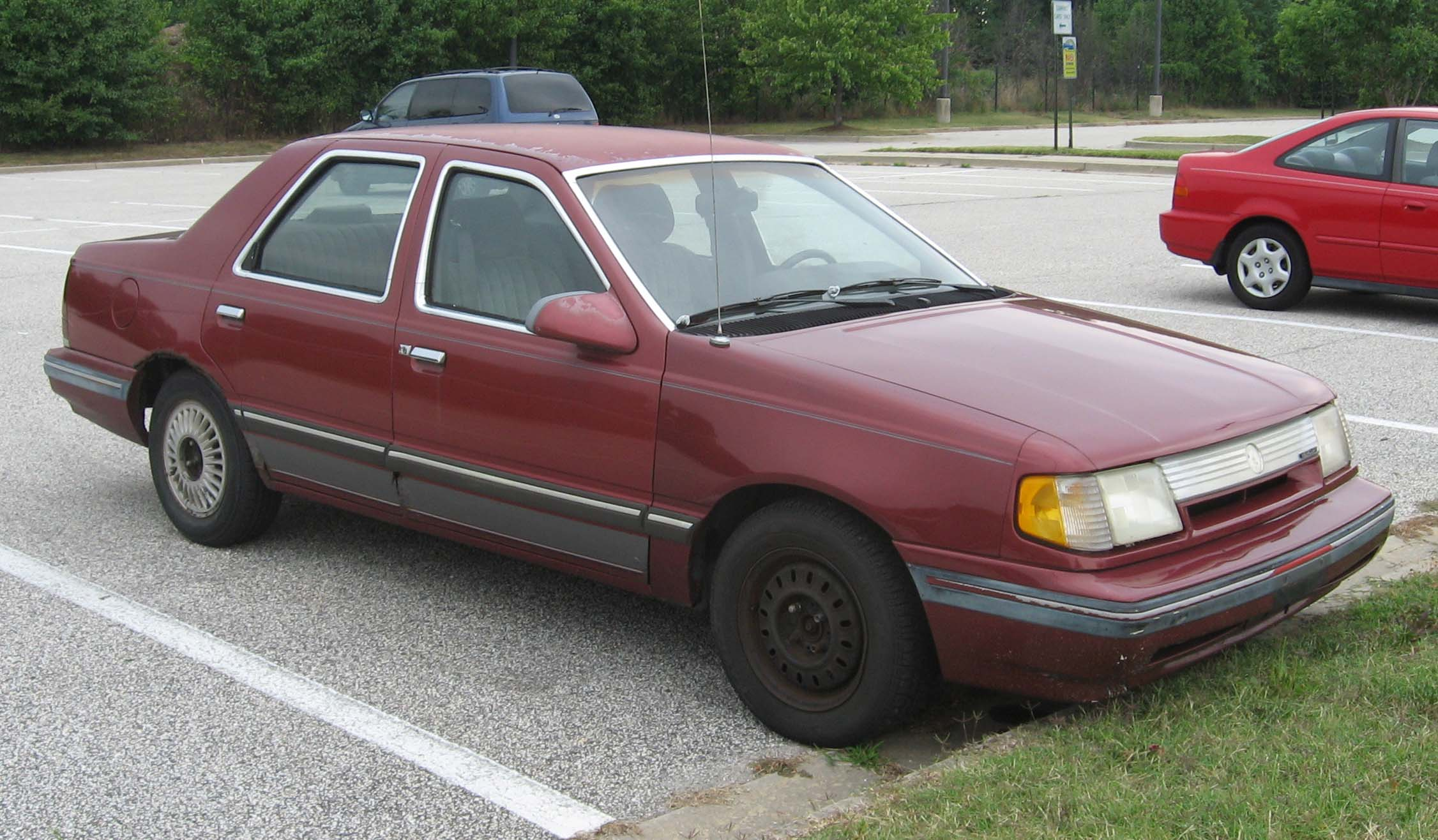
Mercury Topaz (1985–1988)
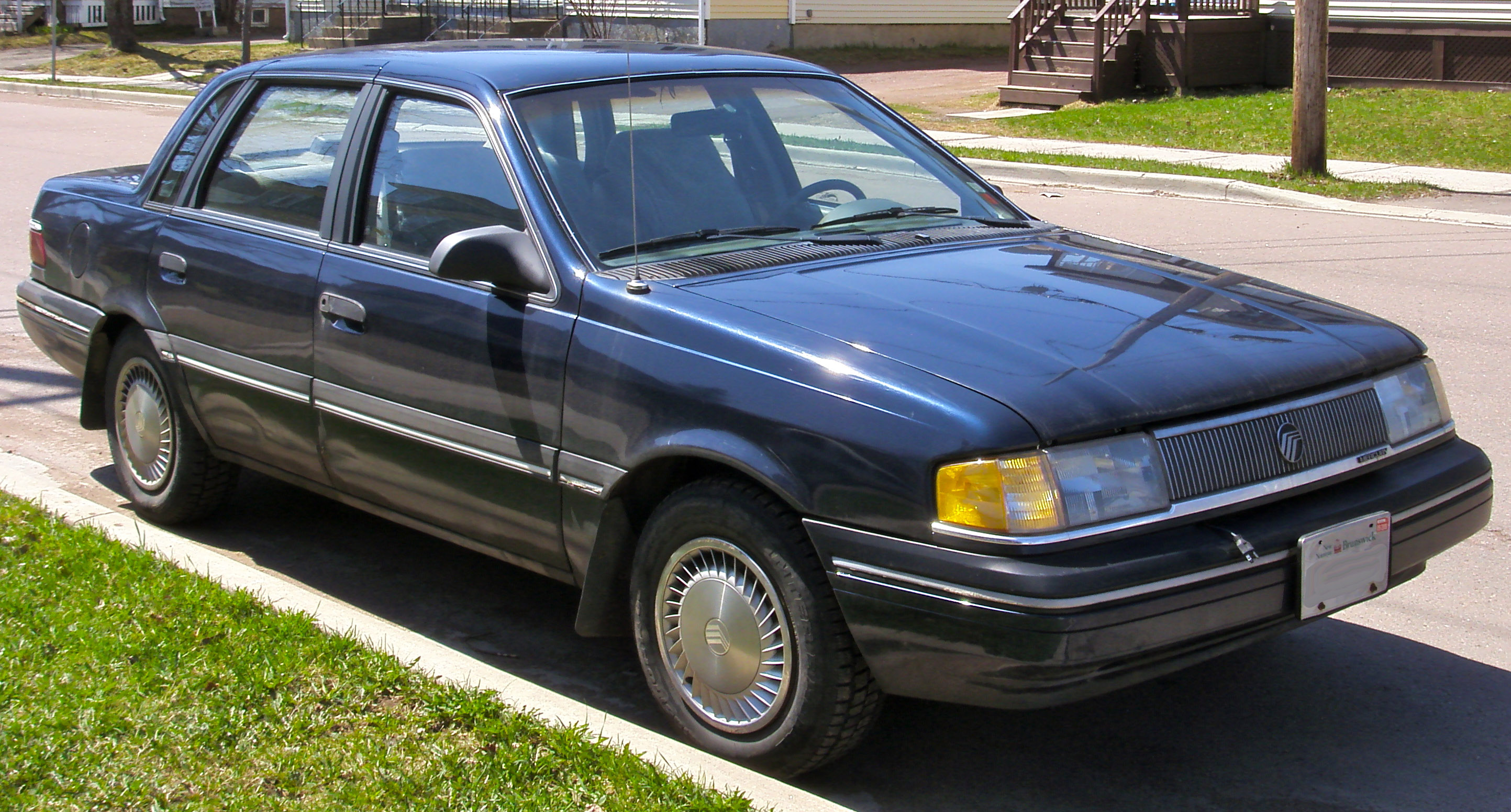
Mercury Topaz (1988–1992)
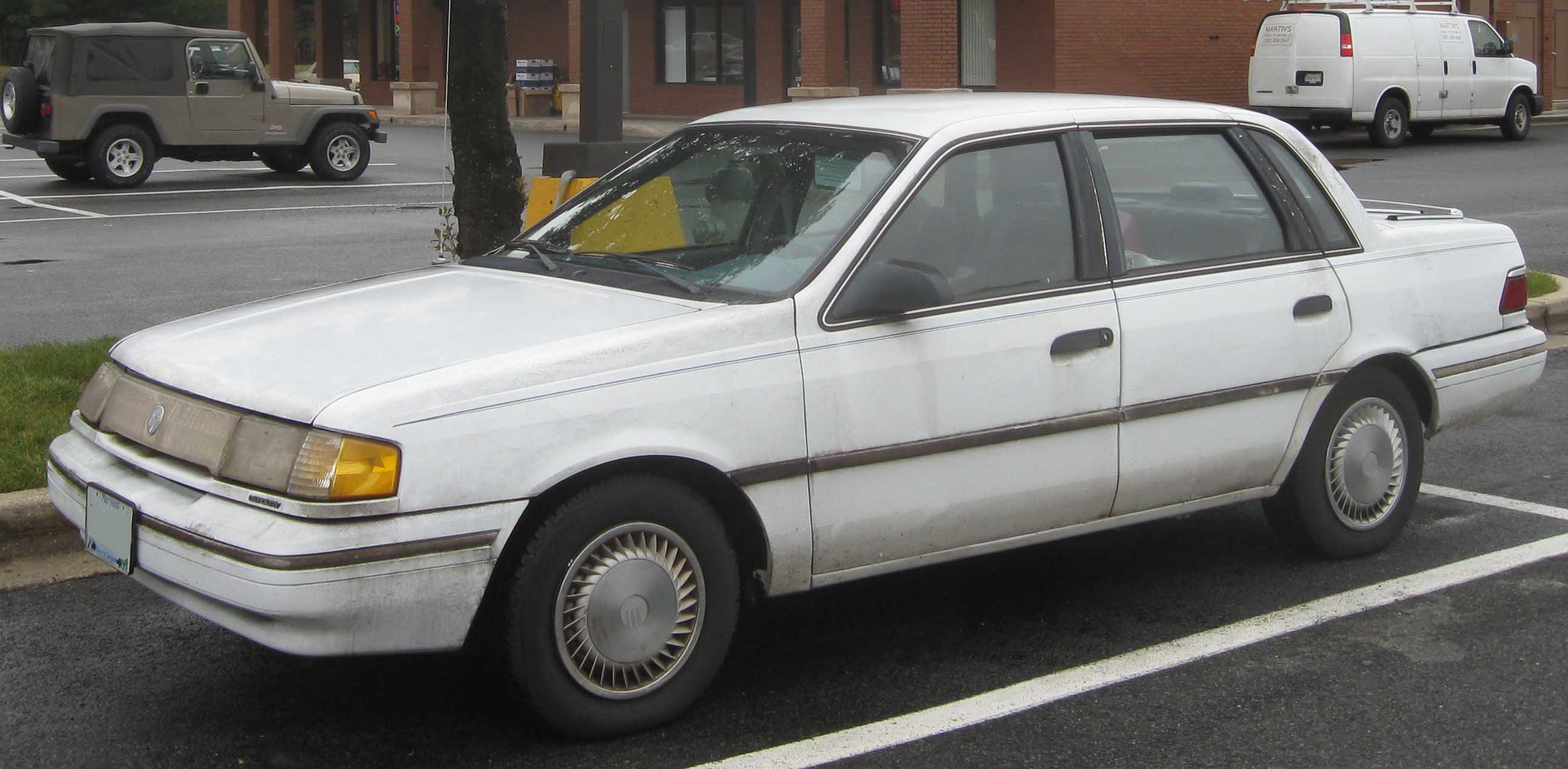
Mercury Topaz (1992–1994)
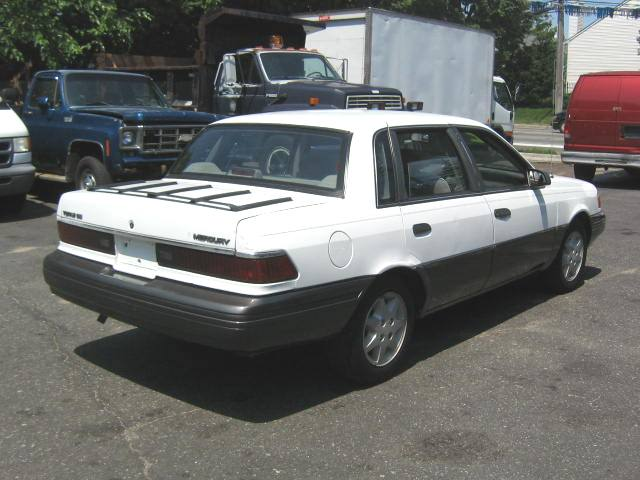
Heckansicht
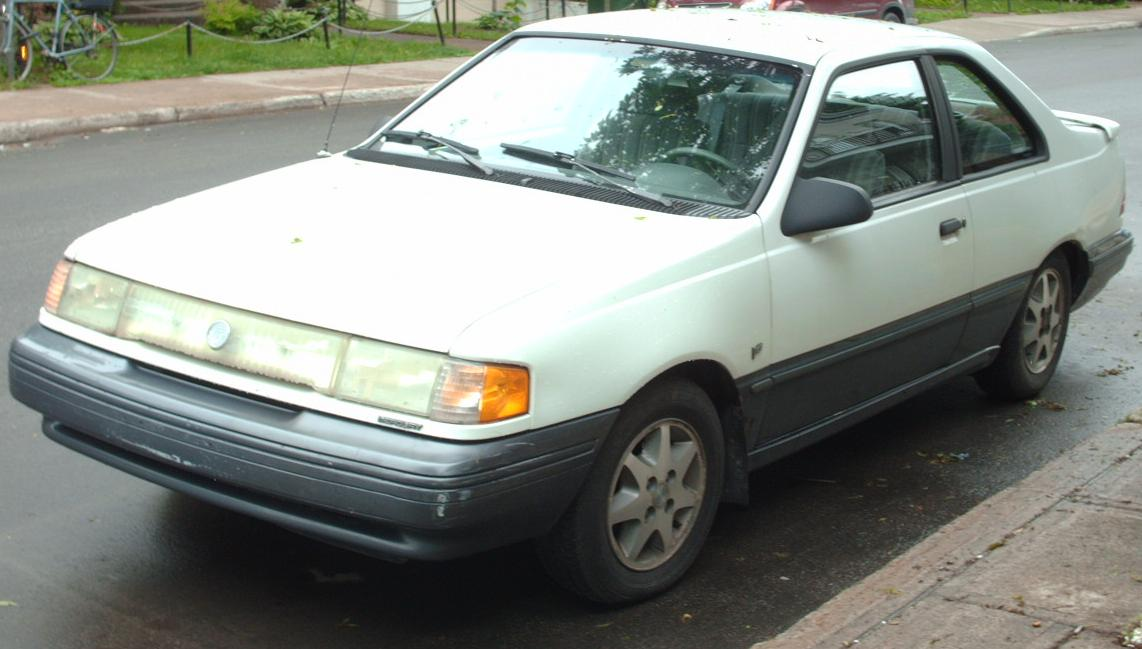
Mercury Topaz Coupé (1992–1994)
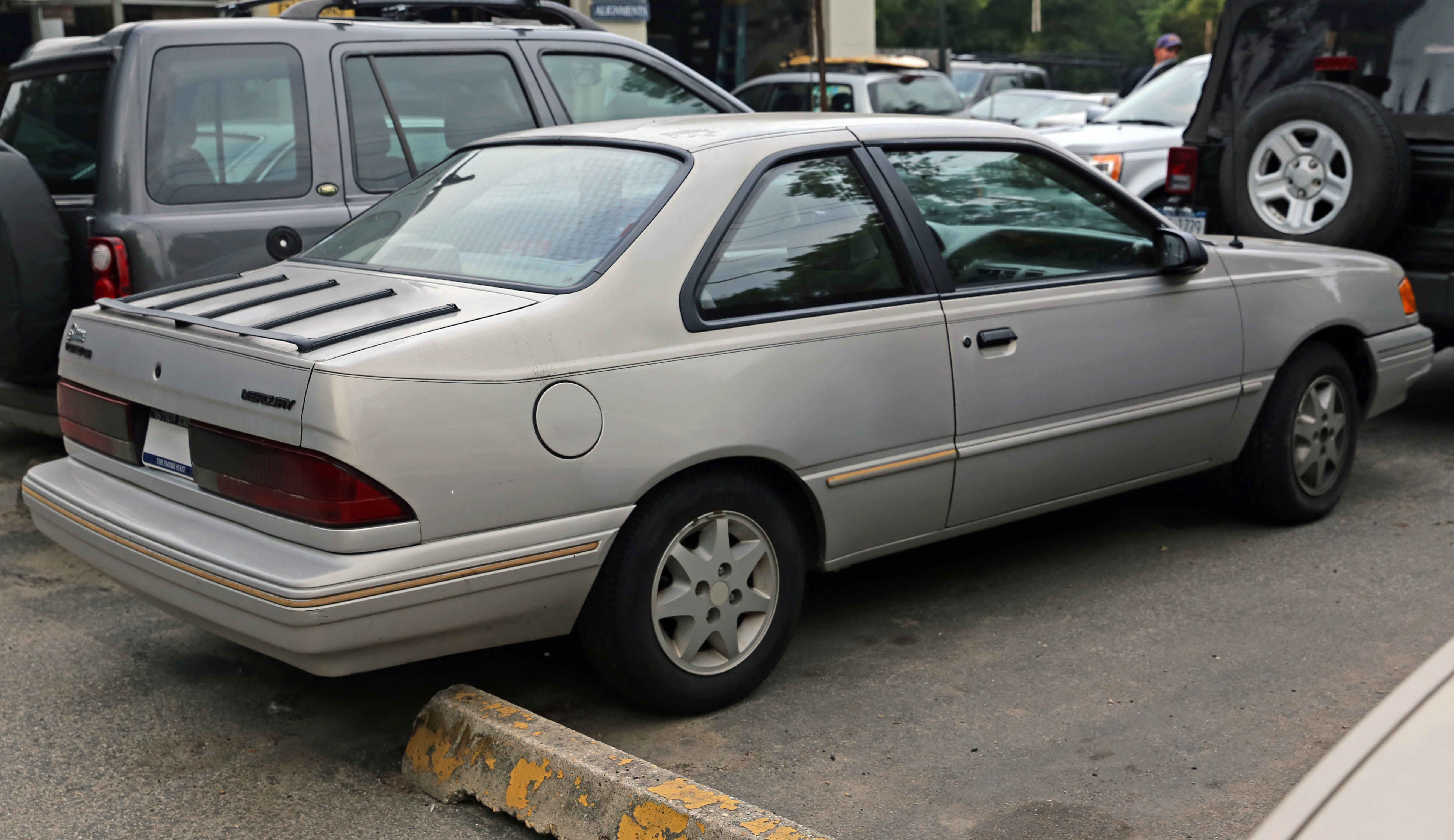
Heckansicht